# Die drei Scheinheiligen
Die drei Scheinheiligen ist ein deutsches Filmlustspiel von Hanns Schott-Schöbinger aus dem Jahre 1964 mit Willy Millowitsch, Harald Juhnke und Walter Gross in den Titelrollen.

## Handlung
Nach einem Verkehrsunfall mit seinem Laster ist Eiergroßhändler Zackel de facto pleite. Er glaubt aber, den großen Coup zu landen, als er mit einem Gerät, das er fälschlicherweise für einen Geigerzähler hält, auf dem Grundbesitz der blonden Hoteliers-Witwe Mia Schöner mutmaßlich Uran ortet. Gemeinsam mit seinem alten Freund, dem Süßwarenhändler Kleiner, und dem Geschäftsmann Itzenblitz, der im Zweiten Weltkrieg als Oberleutnant Kleiner als Burschen hatte, gründet er daraufhin eine ökonomische Interessengemeinschaft. Die drei Männer erhoffen sich durch Zackels „Entdeckung“, dem großen Reichtum ganz nah zu sein. Das höchst eigennützige Ziel der drei Scheinheiligen ist es, die Grundbesitzerin Frau Schöner mitsamt ihren Töchtern, der blonden Anita und der brünetten Bettina, zu umgarnen und, wenn möglich, am besten gleich zu heiraten. Doch auch der ortsansässige Geologe Dr. Ebert scheint sich für Mia Schöner zu interessieren.
Anita findet in der Tat bald Gefallen am smarten Itzenblitz, lässt ihn aber ein wenig zappeln. Bettina wiederum ist seit langem in den Barpianisten Toni verliebt, der ihre Gefühle teilt. Bald geraten sich die drei heiratswilligen Männer in die Haare, da jeder vom anderen glaubt, dass er ihm die jeweils als Gattin in spe ausgespähte Frau ausspannen will. Das Durcheinander wird noch größer, als nunmehr Toni annimmt, dass der Geologe Dr. Ebert als sein mutmaßlicher Schwiegervater in spe Einwände gegen ihn als Bettinas Ehemann zu haben scheint. Wenig später erfährt Toni, dass Kleiner als Ehemann von Mia Schöner vorgesehen ist. Und so legt er sich auch gleich mit ihm an.
Schließlich beginnt man zur großen Verwunderung der Geologen Ebert und Rothnagel mit den Bohrungen in dem Schönerschen Garten, doch Uran findet sich nicht – kein Wunder, hatte Zackel doch seinen zur Reparatur eingesandten Eierprüfer mit dem zum Verwechseln ähnlich sehenden Geigerzähler verwechselt. Allmählich vermutet Frau Schöner, dass sie und ihre Töchter in die Hände von drei Betrügern und Gaunern geraten sind. Zackels Suche nach Uran hat sich erledigt, er ist völlig niedergeschlagen und wird auch noch von der Polizei in Gewahrsam genommen. Doch er hat Glück im Unglück: Die noch nicht eingestellten Bohrungen fördern eine Heilquelle mit hohem Jod- und Schwefelgehalt zutage.
Zwei der drei Scheinheiligen haben am Ende ihr Glück gefunden: Zackel seine Quelle und Itzenblitz seine Anita. Nur einer geht leer aus: Süßwarenhändler Kleiner, denn der war zuvor aus der Interessengemeinschaft ausgestiegen, nachdem die Verwechslung mit dem Eierprüfgerät aufgeflogen war.

## Produktion

### Produktionsnotizen
Gedreht wurden die Aufnahmen für den Film am Schliersee und in München.
Die Filmbauten entwarf Nino Borghi, die Kostüme Ingrid Zoré. Nebendarsteller Willy Schultes beteiligte sich am Drehbuch.
Willy Millowitsch singt das Lied Wir sind alle kleine Sünderlein, Harald Juhnke Es ist so schön wenn man sich zankt. Teddy Parker spielt am Klavier und singt gleichfalls (Das Wunder im Leben die Liebe).
Für die Hauptdarstellerin Margrit Aust und den altgedienten Kameramann Franz Weihmayr war dies der letzte Film. Auch der bekannte Schlagersänger Teddy Parker, der nachsynchronisiert wurde, beendete hiermit seine kurzlebige Karriere als Filmschauspieler. Die Kurzzeitdarstellerinnen Ellen Farner und Ini Brunel, die die beiden Töchter spielen, gaben hier ihr deutschsprachiges Debüt. Produzent Klaus Stapenhorst, der Sohn von Günther Stapenhorst, beendete mit Die drei Scheinheiligen seine Kinotätigkeit und wandte sich der Fernsehproduktion zu.

### Veröffentlichung
Die drei Scheinheiligen wurde am 4. September 1964 uraufgeführt. Am 7. Dezember 2018 gab die Alive AG den Film innerhalb ihrer Reihe „Juwelen der Filmgeschichte“ auf DVD heraus.

## Kritik
Das Lexikon des Internationalen Films nannte den Film ein „klamottenhaftes Lustspiel“. Die Redaktionskritik von Cinema fiel äußerst knapp aus: „Stuss mit Willy Millowitsch und Harald Juhnke“, hieß es dort. Kino.de stellte fest: „Lustspiel mit dem unverwüstlichen Willy Millowitsch und dem späteren Showstar Harald Juhnke.“ Einschränkend hieß es dann weiter: „Die sympathische Klamotte ist sicherlich nicht jedermanns Geschmack.“
„Sympathische Klamotte mit Willy Millowitsch und Harald Juhnke; sicherlich nicht jedermanns Geschmack“ heißt es beu mediabiz.de